# Lego Digital Designer
Lego Digital Designer est un logiciel gratuit de CAO pour Mac et Windows développé par The Lego Group dans le cadre de son service Design by me.
Il permet à ses utilisateurs de créer leurs propres modèles en utilisant des briques Lego virtuelles. Jusqu'en janvier 2012, les modèles créés pouvaient être envoyés, avec leurs instructions et le design de leur boîte, vers le site internet de Design By Me, d'où ils peuvent être commandés pour être livrés dans une vraie boite Lego. Ce service de commande personnalisée a été interrompu, mais la possibilité de concevoir des constructions virtuelles subsiste.
Au début de l'année 2022, la marque danoise annonce le retrait définitif du logiciel, qui deviendra effectif le 31 janvier 2022, le logiciel devient indisponible au téléchargement mais est encore fonctionnel pour ses utilisateurs. Lego encourage les utilisateurs de Lego Digital Designer à transférer leur fichiers sur un autre logiciel d'édition : Bricklink Studio qui est donc désigné comme le seul logiciel d'édition officiel de la marque.

## Prix des briques
En 2009, le prix des briques a considérablement augmenté — parfois de plus de 200 % —  désolant beaucoup de fans. Peu de temps après, l'augmentation a été réduite et les pièces ont retrouvé des prix plus bas.
Certains fans se sont plaints que les prix des pièces disponibles par Lego Digital Designer et le service Pick a Brick (achat en ligne de pièces) ne correspondaient pas toujours.

## Caractéristiques
- Les fichiers sont enregistrés au format LXF.
- Pendant longtemps, ce fut l'unique logiciel de modélisation pour Lego qui permettait la connexion automatique des briques entre elles.
- Il est possible de générer automatiquement les instructions de montage, visualisables en une animation directement dans le logiciel ou dans un navigateur web après les avoir exportées en fichier HTML.
Malheureusement ces instructions ne sont pas toujours adaptées lorsque l'utilisateur souhaite créer un modèle alliant pièces classiques et pièces technic : des impossibilités apparaissent (par exemple certaines pièces doivent passer au travers d'autres).
- Seule une partie des briques commercialisées par Lego est disponible et il n'est pas garanti que les pièces disponibles pour une version donnée le seront également pour les versions ultérieures.